# Paller a Sant Medir
El Paller a Sant Medir és una obra de Sant Gregori (Gironès) protegida com a Bé Cultural d'Interès Local.

## Descripció
Petita construcció de caràcter agrícola, construïda amb parets portants de maçoneria i carreus a les cantonades. La coberta és de teula a dues vessants suportada per cinc cairats perpendiculars a la façana que descansen sobre la paret posterior i sobre una biga deformada de fusta situada a la façana principal. La façana lateral presenta una gran obertura, amb una columna a la cantonada feta amb blocs de pedra. La columna descansa sobre un senzill basament de pedra i a la part superior és rematada per un capitell, també de pedra.

## Història
Aquestes construccions havien estat concebudes originàriament com llocs per guardar-hi les eines del camp i també per emmagatzemar gra, farratge, etc.
Eren de construcció senzilla, ben ventilades i generalment separades de la construcció principal.